# Ahogamientos de Nantes

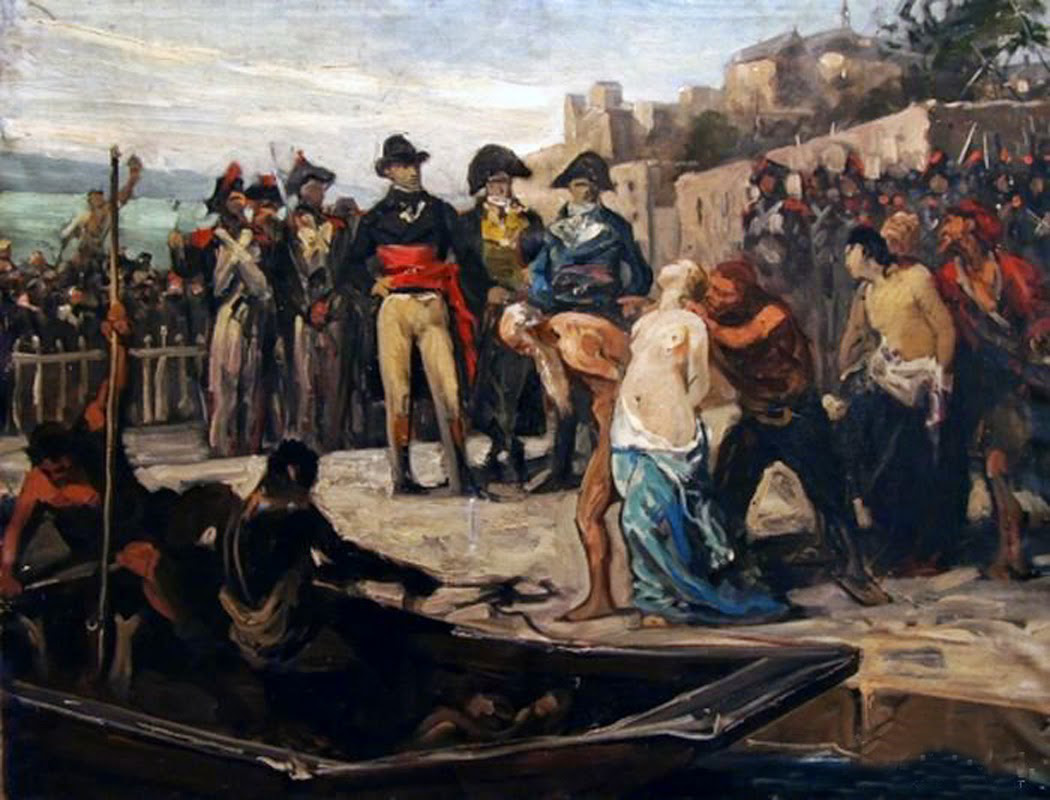
Los ahogamientos en Nantes en 1793, pintura de Joseph Aubert (1882), Musée d'art et d'histoire de Cholet.

Los ahogamientos de Nantes (en francés: noyades de Nantes) fueron una serie de ejecuciones masivas por ahogamiento durante el Reinado del Terror en Nantes, Francia, que tuvieron lugar entre noviembre de 1793 y febrero de 1794. Durante este periodo, cualquier persona arrestada y encarcelada por no apoyar sistemáticamente la Revolución Francesa, o sospechosa de ser simpatizante de Luis XVI, especialmente sacerdotes católicos y monjas, era arrojada al Loira y ahogada por orden de Jean-Baptiste Carrier, el representante en misión en Nantes. Antes de que cesaran los ahogamientos, hasta cuatro mil o más personas, incluidas familias inocentes con mujeres y niños, murieron en lo que el propio Carrier llamó "la bañera nacional".

## Antecedentes
El clero católico y los emigrantes habían sido víctimas de la violencia pro-republicana y de las deportaciones forzadas por parte de los sans-culottes desde la entrada en vigor del Decreto del 17 de noviembre de 1791. Sin embargo, fue la Ley de sospechosos (en francés: Loi des suspects) aprobada por la Convención Nacional de la Primera República Francesa el 17 de septiembre de 1793 que arrastró a la nación a la "paranoia revolucionaria". Este decreto definía una amplia gama de conductas como sospechosas en los términos más vagos, y no daba a los individuos ningún medio de reparación.
Nantes, en particular, se vio asediada por las tragedias de la Guerra de la Vendée a sus puertas. Las amenazas de epidemia y hambre estaban siempre presentes. Las batallas, las escaramuzas y las acciones policiales provocaron el encarcelamiento de más de diez mil prisioneros de guerra dentro de sus confines, y el simple hecho de alimentarlos se convirtió en una enorme carga para los habitantes de la ciudad. Para controlar la situación, los dirigentes de la Convención Nacional encargaron a Jean-Baptiste Carrier, originario de la región de Auvergne, la obtención de víveres para los soldados republicanos en Nantes. Pronto se convirtió en el responsable de suministrar provisiones a toda la población local, así como de mantener el orden y sofocar las sospechas de revueltas monárquicas.
El temor a que las enfermedades contagiosas, en particular el tifus epidémico, se extendieran de los prisioneros a la población en general alcanzó niveles de pánico en el otoño de 1793. Las grandes pérdidas de vidas de reclusos registradas por el personal militar, los médicos, las enfermeras e incluso los jueces, conmocionaron a los líderes civiles y les empujaron a intentar cualquier cosa para detener la propagación de la enfermedad. Finalmente, optaron por vaciar las cárceles del centro de la ciudad y colocar a los reclusos en la cárcel del Almacén del Café, en el puerto, y en los barcos amarrados en el puerto.

## Asesinatos en masa

### Principios

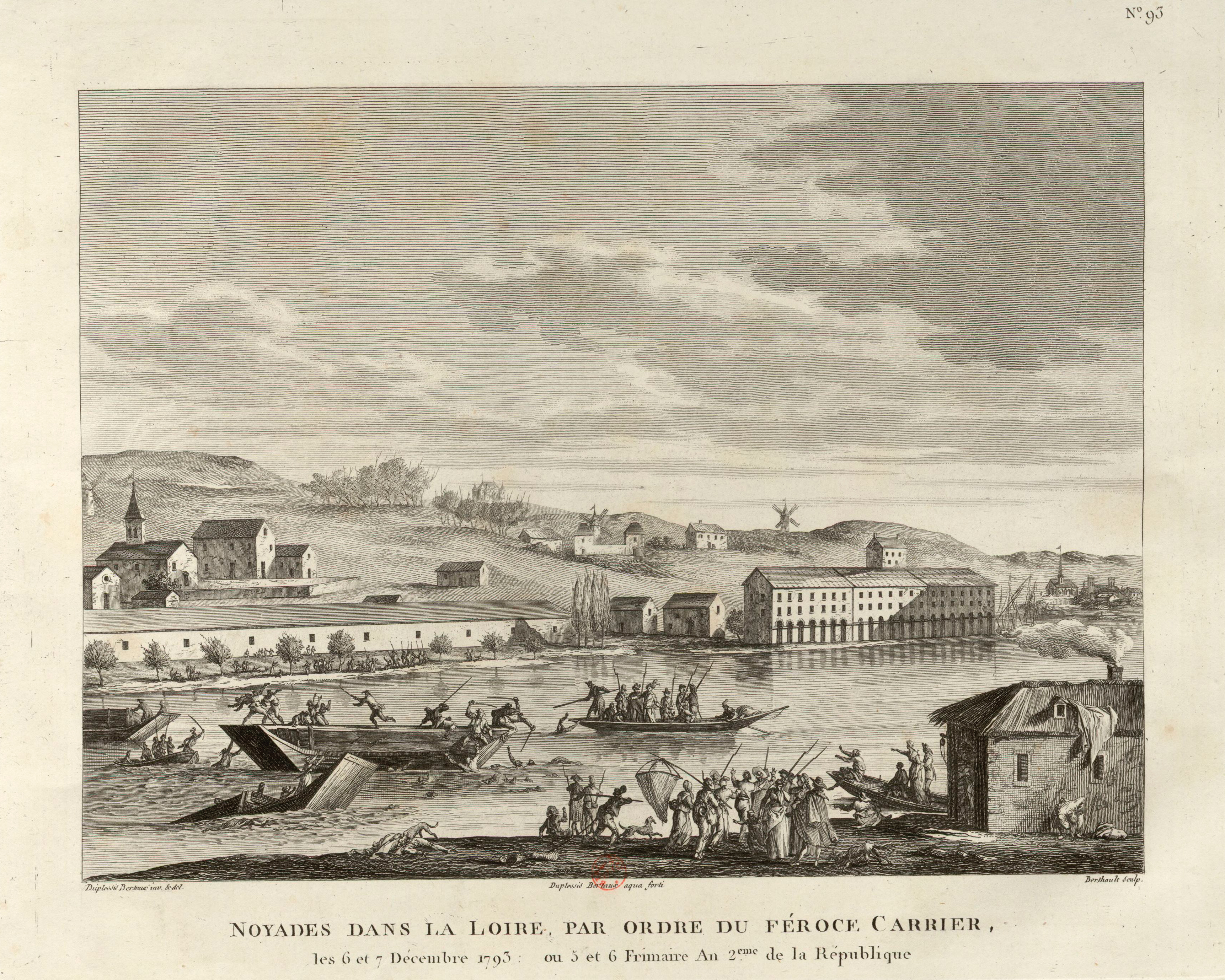
Cuadro de Jean Duplessis-Bertaux que representa las ejecuciones en Nantes.

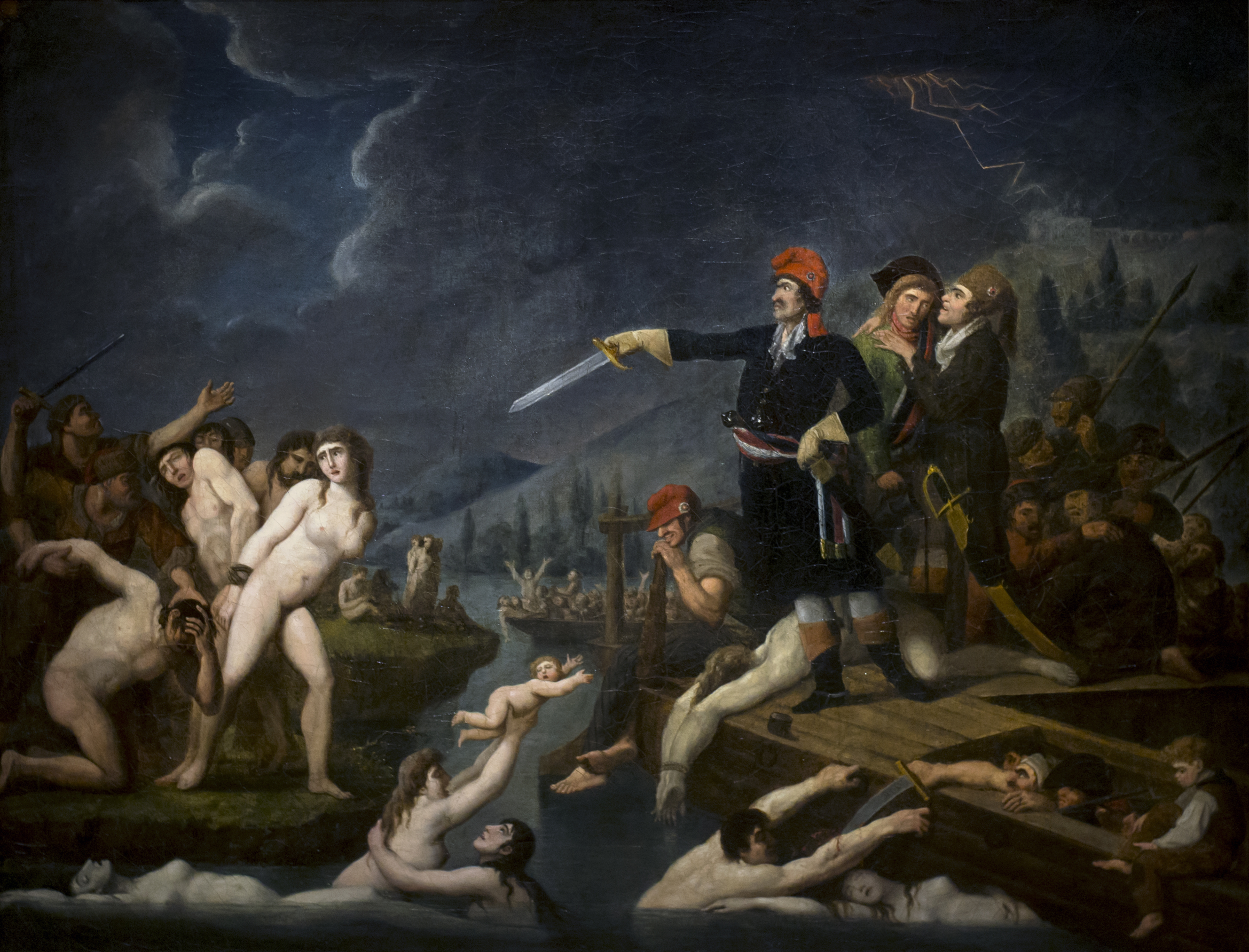
Los ahogamientos en Nantes, pintura de época anónima, Museo de Historia de Nantes.

Los primeros ahogados se produjeron la noche del 16 de noviembre de 1793 (26 Brumario Año II de la República Francesa). Las víctimas fueron 160 sacerdotes católicos conocidos como 'clero refractario' (en francés: clergé réfractaire) que habían sido detenidos en la zona. Después de haber sido retenidos inicialmente en el Convento de Saint-Clément, fueron trasladados en el verano de 1793 a la Misión Carmelita de Nantes porque ésta había sido convertida en prisión. El 5 de julio, fueron enviados a Chantenay-sur-Loire, un barrio de la ciudad inmediatamente al oeste de Nantes, donde fueron retenidos en la barcaza La Thérèse. El grupo sufrió miserablemente el sol y las altas temperaturas del verano. Entre el 19 de julio y el 6 de agosto, la mayoría de los sacerdotes fueron trasladados a la Orden de los Hermanos Menores Capuchinos y al Hermitage, que también eran prisiones. Pero el 25 de octubre, el Comité Revolucionario de Nantes ordenó que los sacerdotes fueran devueltos a los muelles para ser retenidos en la barcaza La Gloire.
La noche de los ahogados, el ayudante general Guillaume Lamberty y Fouquet amarraron en los muelles una barcaza especialmente acondicionada por los carpinteros de ribera. Ordenaron a O'Sullivan, un maestro de armas y a sus hombres, que trasladaran a 90 prisioneros del La Gloire a la barcaza adaptada. La barcaza fue entonces arrastrada al río donde los sacerdotes fueron ejecutados. Casi todos se ahogaron como estaba previsto; sin embargo, tres hombres fueron rescatados por los marineros del buque de guerra L'Imposant que les dieron bebidas alcohólicas y mantas calientes. El capitán Lafloury recibió la orden de entregarlos al Comité Revolucionario de Nantes. Tras ser devueltos a la cárcel, los tres perecieron con el segundo grupo de sacerdotes que se ahogaron la noche siguiente. Sólo un sacerdote, llamado padre Landeau, sobrevivió a la matanza porque, como excelente nadador, consiguió escapar durante un forcejeo, saltar desde la barcaza al Loira y nadar hasta ponerse a salvo.
El único relato en primera persona de estos primeros ahogados fue el de un artillero de barco llamado Wailly, que servía en el barco La Samaritaine. Describió el encuentro con Lamberty y Fouquet, quienes supervisaron los asesinatos. También describió haber escuchado los gritos desesperados de los hombres que se ahogaban, haber despertado a sus compañeros que escuchaban los mismos gritos, y el silencio que se produjo después de que hubieran muerto en el Loira.

### Segundos ahogamientos
Guillaume Lamberty supervisó el segundo ahogamiento masivo de sacerdotes. Sus guardias, dirigidos por Marat Foucauld, desnudaron a 58 clérigos que habían sido transportados desde Angers. De nuevo, los subieron a una barcaza especialmente equipada. Pero esta vez fueron llevados a la desembocadura del río Loira, lejos del puerto de Nantes; como resultado no hubo supervivientes.

### Escalada
En la noche del 4 de diciembre de 1793 (14 de Frimaire, Año II), se reunieron Jean-Baptiste Carrier, los principales miembros del Comité Revolucionario de Nantes, François-Louis Phélippes Tronjolly y sus colegas, Julien Minée por los departamento, Renard por la ciudad, y los representantes de la Société populaire de Nantes. En el transcurso de acaloradas discusiones, nombraron un jurado para nombrar a los llamados "criminales". Al día siguiente, el jurado presentó más de trescientos nombres en una lista, que se convirtió en orden de ejecución. Para llevar a cabo las sentencias, Carrier imaginó un proceso radical que denominó eufemísticamente "deportación vertical": en lugar de deportar a los criminales a una remota colonia penal de ultramar, propuso cargar a los condenados en botes de fondo plano y ahogarlos arrojándolos en medio del Loira en Chantenay, un pueblo adyacente. Las ejecuciones debían llevarse a cabo por la noche, en secreto, pero los miembros del comité temían que los cadáveres empezaran a flotar en la superficie, a veces días después. Estas preocupaciones resultaron estar justificadas.
Dos grupos recibieron la tarea de llevar a cabo las ejecuciones: Guillaume Lamberty y sus hombres, y la Compañía Marat de Guardias Revolucionarios, conocida como los "Húsares americanos" (en francés: hussards américains) debido a la presencia de antiguos esclavos negros y colonos de Saint-Domingue en sus filas.

### Ahogamientos en Bouffay

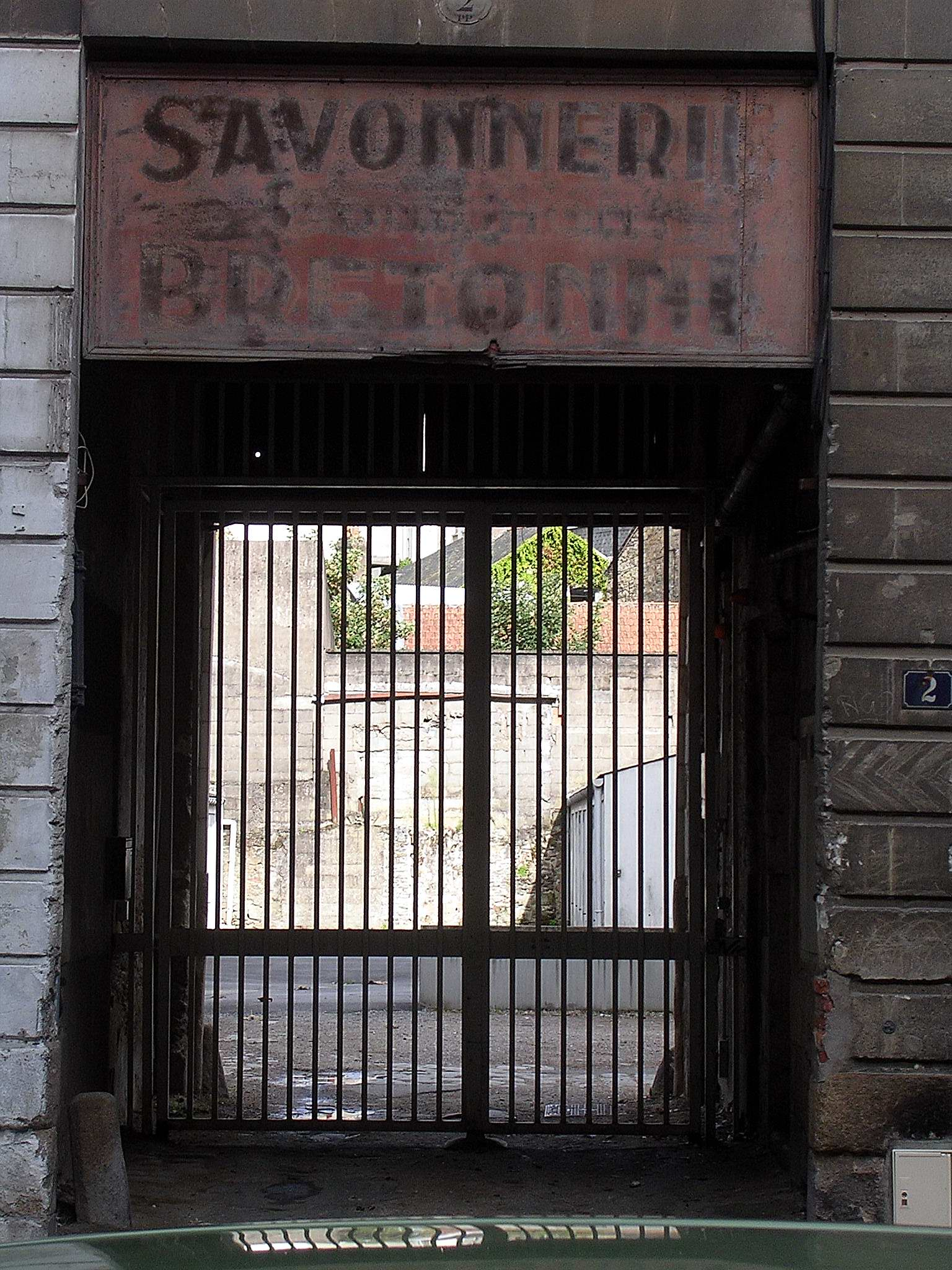
Un letrero de una fábrica de jabón del que se desvanece sobre la puerta de la antigua cárcel Coffee Warehouse del en Nantes.

El tercer ahogamiento, que se conoció como los Ahogados de Bouffay, tuvo lugar en las noches del 14 y 15 de diciembre de 1793 (24 y 25 de Frimaire, año II). Dirigida por Jean-Jacques Goullin y Michel Moreau-Grandmaison, la compañía Marat se dirigió a la prisión de Bouffay, la mayoría de ellos  borrachos. Sin poder o querer consultar sus listas, los soldados fueron al azar, sacaron a los prisioneros de sus celdas, los despojaron de sus pertenencias y de su dinero, antes de atarlos por parejas a pesadas rocas. Una vez cargados en un bote plano, los guardias hicieron navegar a 129 prisioneros a poca distancia río abajo de Nantes hasta Trentemoult, un pueblo de pescadores cerca de la isla de Cheviré, y los ahogaron.

### Cuarto ahogamiento
Los ahogamientos del 23 de diciembre de 1793 (3 de Nivôse, año II) fueron registrados por tres relatos diferentes, con la exactitud de al menos dos relatos verificados y confirmados. En esta ocasión, Pierre Robin, Fouquet y sus cómplices obligaron a unos ochocientos "simpatizantes monárquicos" capturados, de todas las edades y sexos, a subir a dos barcos, que sólo navegaron hasta Chantenay y los ahogaron.
Entre los ahogamientos más humillantes se encontraban los llamados "matrimonios bajo el agua". Se discute lo que constituía un "matrimonio submarino" o si se producía tal y como se describe, pero los relatos no verificados hablan de un sacerdote y una monja, desnudos y atados antes de ser ahogados. Estos ahogamientos también fueron llamados "bautizos republicanos" o "matrimonio republicano".

### Ahogamientos de Galiot
Las siguientes ejecuciones, desde el 29 de diciembre de 1793 (9 de Nivôse, Año II) hasta el 18 de enero de 1794 (29 de Nivôse, Año II), fueron conocidas como los Galiot Ahogados (en francés: Noyades des galiotes). Los galiotes de dos mástiles holandeses -pequeños barcos de comercio- amarrados en Nantes como consecuencia de un  bloqueo, fueron trasladados en esta ocasión al muelle junto a la cárcel del Almacén del Café, donde los condenados podían embarcar fácilmente. Se desconoce si los galeotes realizaron dos, tres o más "expediciones" de ahogamiento, sin embargo, en cada navegación se perdieron las vidas de entre doscientas y trescientas víctimas, hombres, mujeres y niños. Al menos un barco fue hundido intencionadamente en el Loira cargado de víctimas en la caja y con la sin tapa sellada.
Los registros indican que los últimos ahogamientos con estos barcos holandeses fueron organizados por el propio Carrier, que vació completamente la cárcel del Almacén del Café de todos los prisioneros. Estas ejecuciones fueron perpetradas en las noches del 29 y 30 de enero de 1794 (10 y 11 de Pluviôse, Año II) y en ellas participaron unas cuatrocientas personas.

### Ahogamientos en la bahía de Bourgneuf

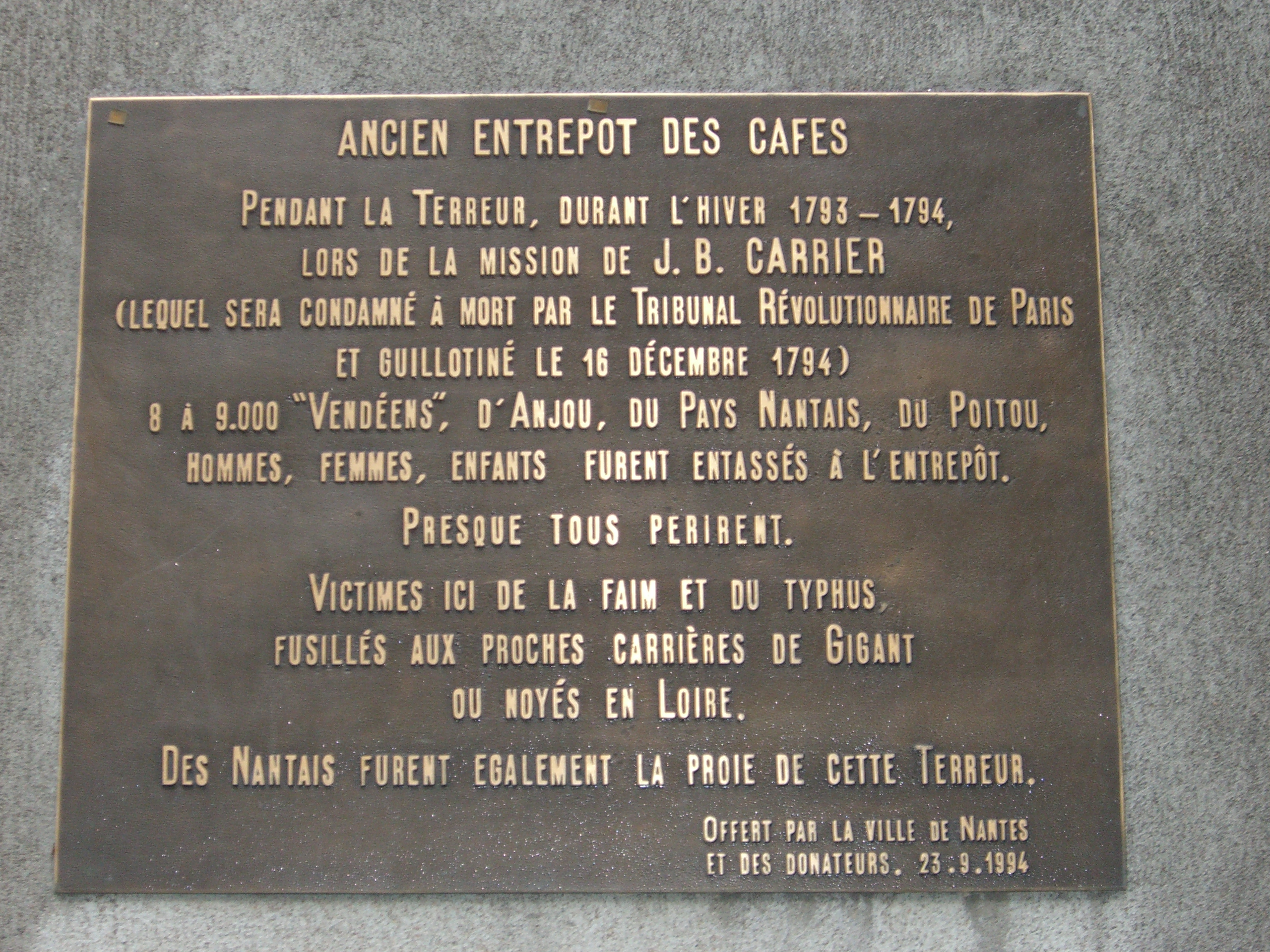
Traducción de un marcador histórico: Ex Cárcel del Almacén de Café. Durante el Terror en el invierno de 1793-1794, en el momento de la misión de J.-B. Carrier (quien fue condenado a muerte por el Tribunal Revolucionario en París y guillotinado el 16 de diciembre de 1794), de 8 a 9000 ciudadanos de Vendée, Anjou, la región de Nantes y Poitou - hombres, mujeres y niños - fueron encarcelados en esta cárcel. Casi todos murieron. Víctimas de hambre y tifus, fusiladas cerca de la cantera de Gigant o se ahogó en el Loira. - El pueblo de Nantes fue presa igual del Terror.

Los últimos ahogamientos masivos tuvieron lugar el 27 de febrero de 1794 (9 Ventôse, Año II). Según los documentos oficiales leídos en la Convención Nacional de París el 12 de octubre de 1794 (21 Vendémiaire, Año III), estos ahogamientos fueron ordenados por el ayudante general Lefèbvre con el resultado de 41 muertos: un ciego de 78 años y otro hombre, 12 mujeres, 12 niñas y 15 niños, de los cuales 10 solo tenían entre 6 y 10 años y 5 bebés. Esta ejecución tuvo lugar en Bourgneuf Bahía.

## Víctimas
No se conoce el número exacto de víctimas. Según Roger Dupuy, hubo entre 7 y 11 ejecuciones por ahogamiento, con 300 a 400 víctimas cada vez. Según Jacques Hussenet, entre 1800 y 4800 personas se ahogaron por orden de Carrier, y tal vez otras 2000 se ahogaron por orden de otros revolucionarios republicanos en Nantes. Jean-Clément Martin escribió que entre 1800 y 4000 personas murieron ahogadas en masa. En 1879, Alfred Lallie informó de que 4.860 personas se ahogaron confirmado por Hippolyte Taine. Según Reynald Secher, 4800 víctimas sufrieron la ejecución por ahogamiento sólo durante el otoño de 1793. Para Gaston Martin, murieron unos 1800, para Fouquet 9000, para Mellinet 3500 fueron asesinados.
Según el historiador Reynald Secher, estos asesinatos son uno de los componentes de una política sistemática de exterminio (genocidio) de los habitantes de la Vendée planificada por el Comité de Seguridad Pública revolucionario, y aprobada por votación de la Convención Nacional en París el 1 de octubre de 1793.

## Juicio a Jean-Baptiste Carrier
Aunque la mayor parte de los crímenes cometidos por Jean-Baptiste Carrier son su dirección de los ahogamientos masivos de Nantes, también fue responsable de la ejecuciones por fusilamiento de entre 1800 y 2600 víctimas en una cantera de Gigant, cerca de Nantes, y colaboró en otros actos criminales y represivos que justificó por la Ley de sospechosos. Su extrema paranoia no fue más evidente que en el Affaire de los 132 moderados de Nantes (en francés: Affaire des 132 modérés nantais), una "tragicomedia de la justicia" que supuso la redada de más de 132 hombres de todos los sectores acusados vagamente de "federalismo" políticamente moderado, que fueron encarcelados, juzgados en París y posteriormente absueltos de todos los cargos.
Carrier fue llamado a París a principios de 1794 para participar en el juicio de Robespierre. Al principio, los termidorianos dejaron a Carrier en paz, pero los miembros del Comité Revolucionario de Nantes pronto lo cubrieron de insultos y acusaciones. Basándose en pruebas abrumadoras, fue detenido en París el 3 de septiembre de 1794 y acusado el 27 de noviembre. En su juicio, declaró torpe y sarcásticamente que no sabía nada de lo que se le acusaba. Sin embargo, fue denunciado inmediatamente por sus allegados y se le acusó de los ahogamientos, las ejecuciones, la matanza de mujeres y niños, los robos y los actos de codicia, así como de agravar las luchas que sufría Nantes. Una votación unánime pidió la ejecución de Carrier, que fue guillotinado el 16 de diciembre de 1794.